# Brachyotum multinervium
Brachyotum multinervium är en tvåhjärtbladig växtart som beskrevs av John Julius Wurdack. Brachyotum multinervium ingår i släktet Brachyotum och familjen Melastomataceae.
Artens utbredningsområde är Peru. Inga underarter finns listade i Catalogue of Life.